# آخر شب با کونان اوبراین

آخر شب با کانن اوبراین (به انگلیسی: Late Night with Conan O'Brien) یک برنامه گفتگوی آخر شب تلویزیونی آمریکایی با مجری‌گری کانن اوبراین است. این برنامه از ۱۳ سپتامبر ۱۹۹۳ تا سال ۲۰۰۹ از شبکهٔ NBC پخش می‌شد. این برنامه برندهٔ جایزه امی شده‌است.